# Картая
Картая (ісп. Cartaya) — муніципалітет в Іспанії, у складі автономної спільноти Андалусія, у провінції Уельва. Населення — 18 415 осіб (2010).
Муніципалітет розташований на відстані близько 460 км на південний захід від Мадрида, 17 км на захід від Уельви.
На території муніципалітету розташовані такі населені пункти: (дані про населення за 2010 рік)
- Картая: 15584 особи
- Ель-Ромпідо: 1696 осіб
- Нуево-Портіль: 1135 осіб

## Демографія
Динаміка населення (INE ):

## Уродженці
- Хосе Луїс Морено Барросо (*1991) — іспанський футболіст, нападник.

## Галерея зображень

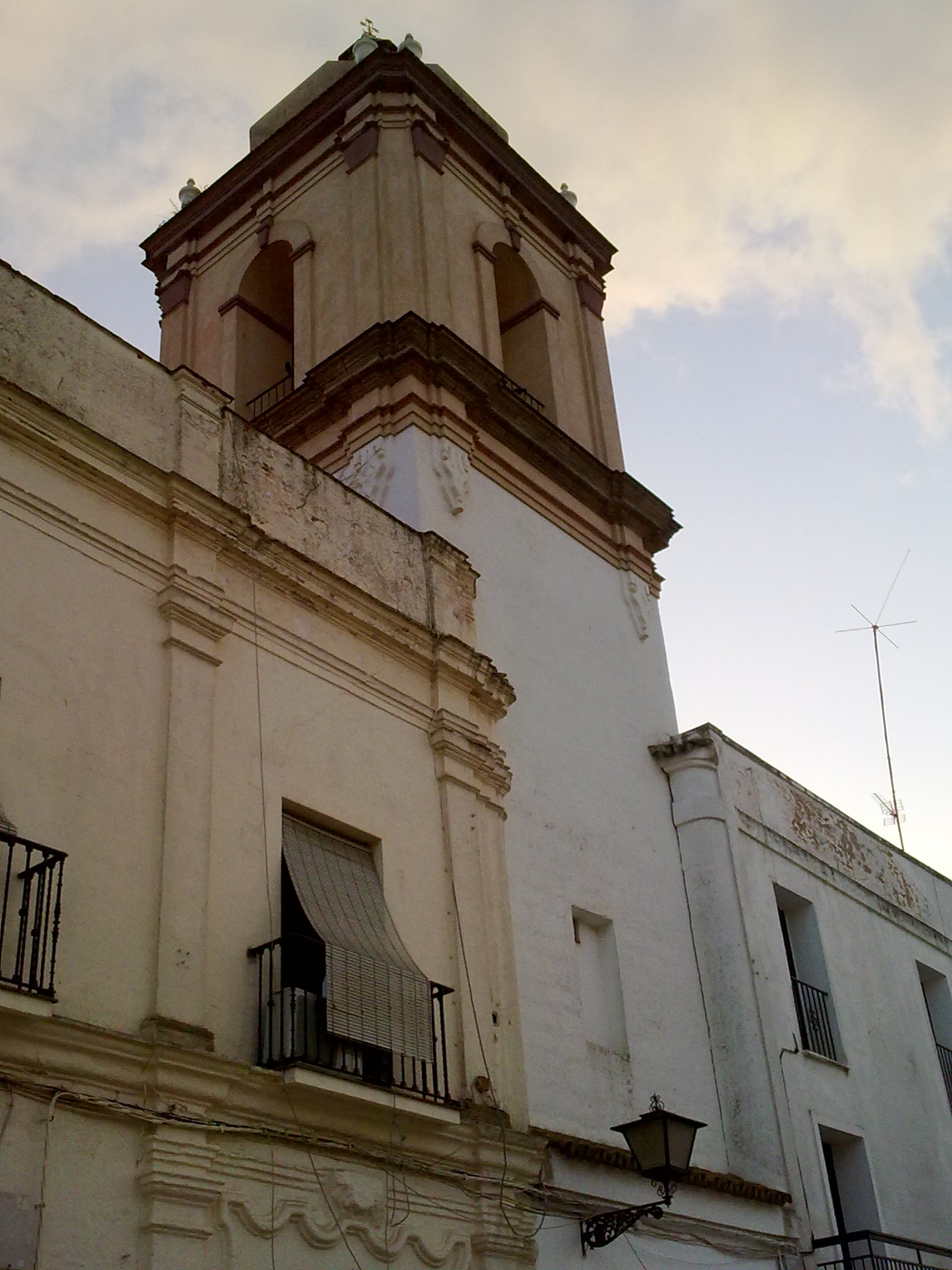
Монастир Ла-Сантісіма-Тринідад
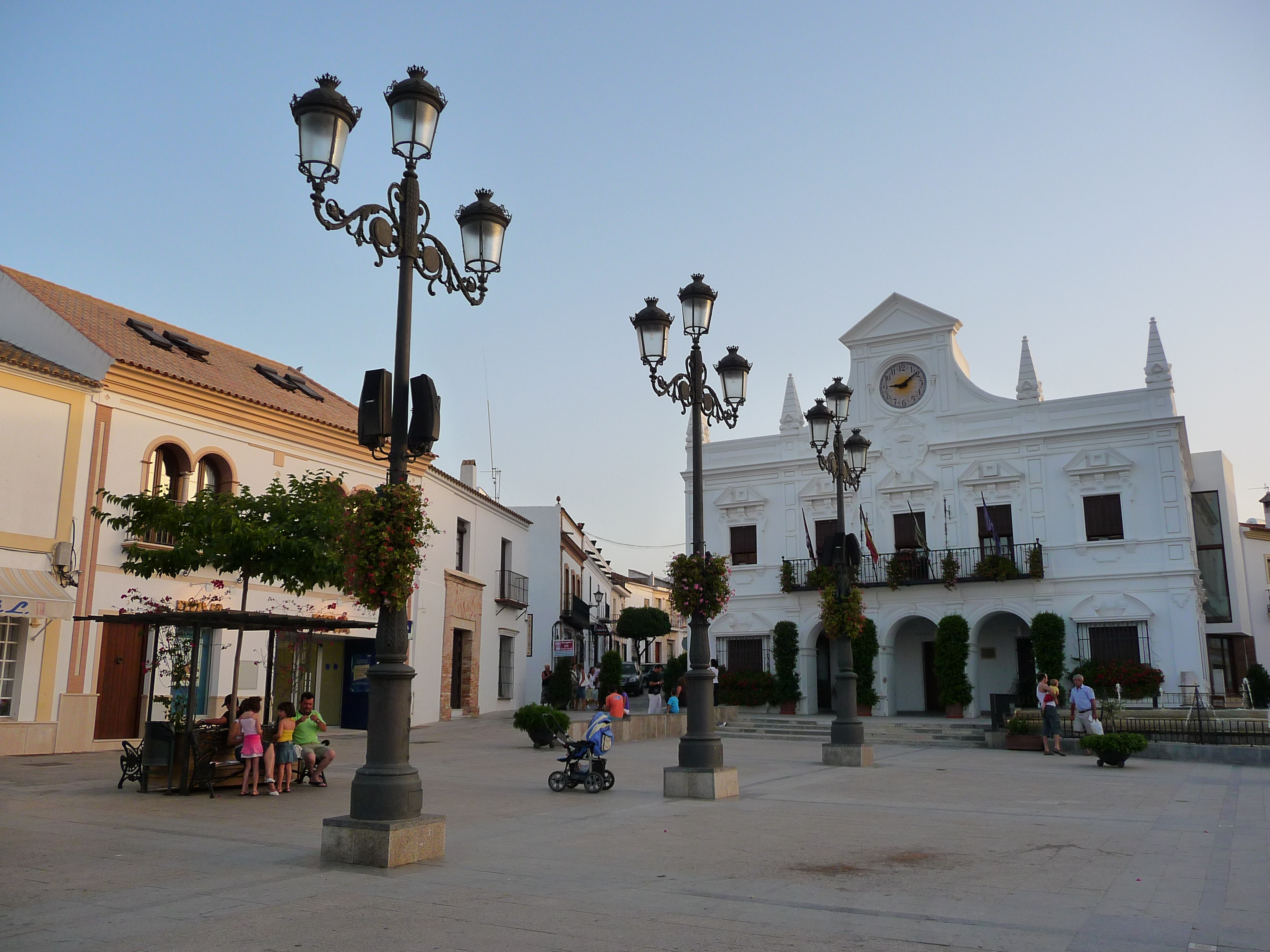
Муніципальна рада
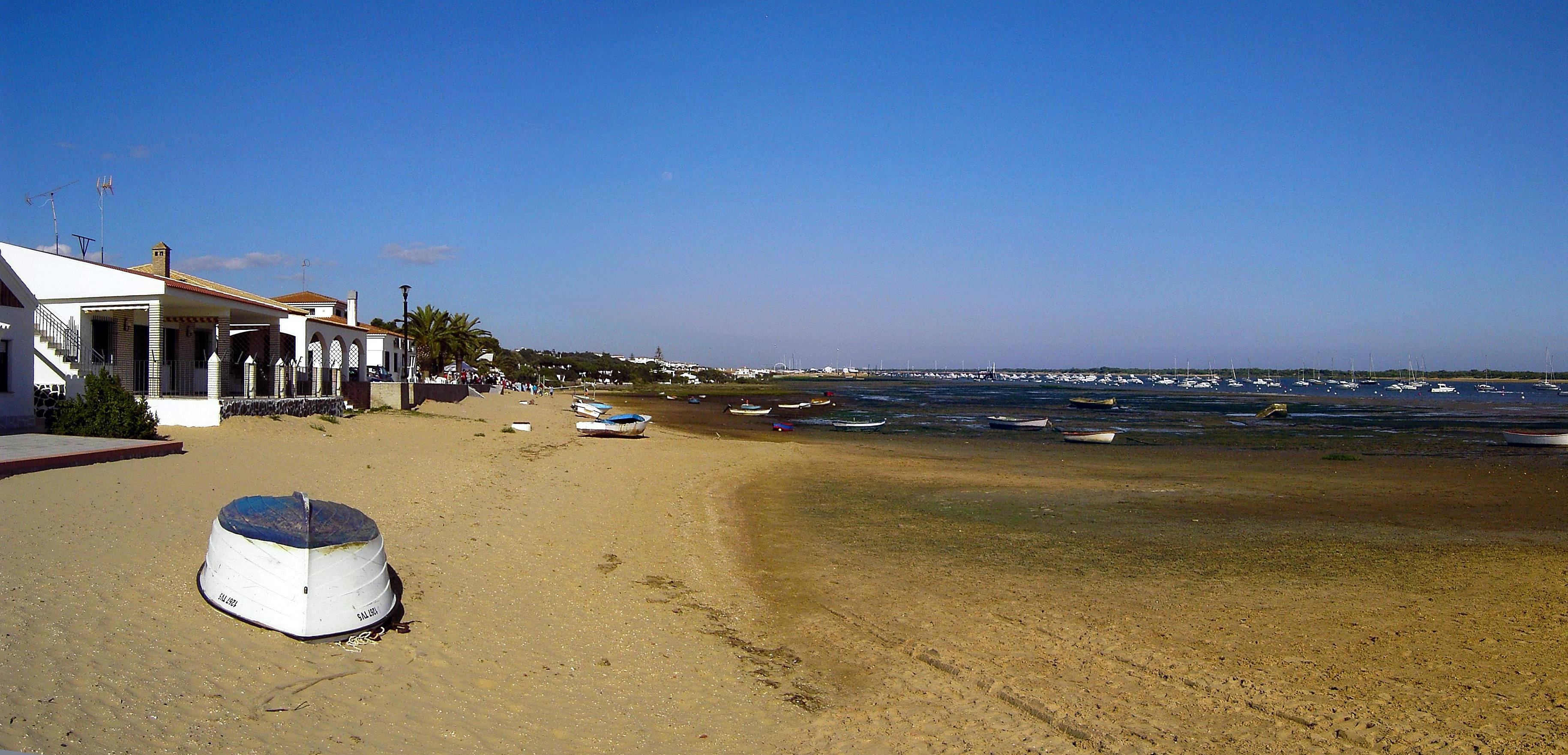
Ель-Ромпідо
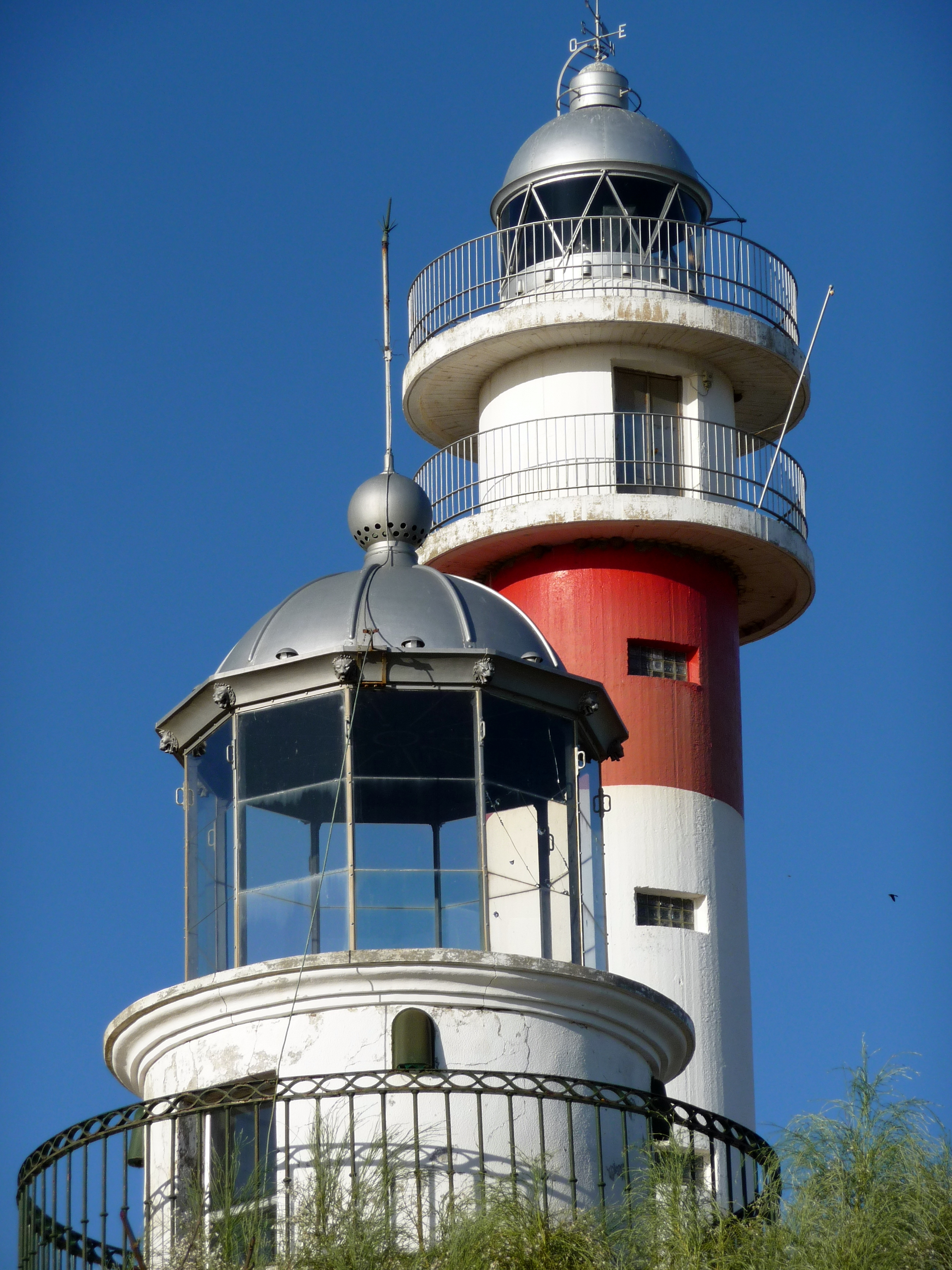
Маяки у Ель-Ромпідо